# 吉卫镇
吉卫镇，是中华人民共和国湖南省湘西土家族苗族自治州花垣县下辖的一个乡镇级行政单位。

## 行政区划
吉卫镇下辖以下地区：
梅花井社区、卫城社区、排座村、排达坝村、腊乙村、德高村、新村、老卫城村、吉卫村、鸡司村、大老排村、夯来村、如腊村、葛藤村、良帽村、过水村、螺蛳董村、古牛村、葫芦村、白果村、水洋村和白岩坪村。